# Matthias Ransberger
Matthias Ransberger (* 1981 in München) ist ein deutscher Schauspieler, Synchronschauspieler, Synchronregisseur und Synchronbuchautor.

## Werdegang
Matthias Ransberger wuchs in Unterhaching und Fischbachau auf. Vor Beginn des Schauspielstudiums an der HFF Potsdam im April 2005 (bis April 2009) absolvierte er eine Ausbildung zum Rückversicherungskaufmann in München. Außerdem war er lange Jahre Saxophonist der Münchener Latin-Jazz Band „Los Chicos del Valle“ und Mitglied der Jonglagegruppe „Feuerstuhl“. Schon vor dem erfolgreichen Abschluss seines Studiums debütierte er als Ferdinand in William Shakespeares Der Sturm am Hans-Otto-Theater Potsdam.
Seither folgten verschiedene Film-, Fernseh- und Theaterproduktionen sowie regelmäßige Engagements als Synchronschauspieler, Synchronregisseur und Synchronbuchautor.
Bei den Wunsiedler Luisenburg-Festspielen stand er 2009 und 2010 u. a. als „Simmerl“ in dem populären Volksstück Der Brandner Kaspar und das ewig' Leben auf der Bühne. Von 2009 bis 2010 spielte er als festes Ensemblemitglied am Theater Altenburg-Gera z. B. den Prinz Friedrich von Homburg in Heinrich von Kleists gleichnamigem Drama, später auch als Gast u. a. den „Marc“ in Anne Habermehls Narbengelände, 2011 eingeladen zu den Deutschen Autorentheatertagen am Deutschen Theater Berlin.
Seit Herbst 2010 ist er auch in verschiedenen Film- und Fernseh-Produktionen zu sehen, z. B. als „Willi“ in Markus Gollers Kinokomödie Eine ganz heiße Nummer.
Matthias Ransberger lebt heute in München.

## Filmografie

### Film
- 2008: Wüstenblume (Desert Flower); Regie: Sherry Hormann
- 2009: Barriere; Regie: Andreas Kleinert
- 2010: Ravioli Ritter; Regie: Félix Koch
- 2011: Eine ganz heiße Nummer; Regie: Markus Goller
- 2012: Kohlhaas oder die Verhältnismäßigkeit der Mittel; Regie: Aron Lehmann
- 2015: Die letzte Sau; Regie Aron Lehmann
- 2018: Eine ganz heiße Nummer 2.0 – Regie: Rainer Kaufmann

### Fernsehen
- 2009: Schloß Einstein
- 2010: Um Himmels Willen
- 2011: Komödienstadel: A Flascherl vom Glück
- 2011: Franzi
- 2011: Mord in bester Gesellschaft
- 2012: Komödienstadel: Lauter Hornochsen
- 2012: Komödienstadel: Die Fromme Helene
- 2012: Komödienstadel: Hummel im Himmel
- 2012: Die Rosenheim-Cops – Der Fall Ortmann
- 2012: Sturm der Liebe:  Folge 1596–1599
- 2013: Danni Lowinski
- 2013: Komödienstadel: A Mordsgschicht
- 2014: Komödienstadel: 1001 Nacht in Tegernbrunn
- 2014: Komödienstadel: Paulas letzter Wille
- 2014: Landauer – Der Präsident
- 2015: Polizeiruf 110
- 2015: Komödienstadel: Agent Alois
- 2016: Die letzte Sau
- 2015: Komödienstadel: Ein Garten voller Schlawiner
- 2017: München Mord
- 2018: SOKO München
- 2018: Der Pass
- 2019: Komödienstadel: Deifi Sparifankerl
- 2020: Zum Glück gibt’s Schreiner (Fernsehfilm)
- 2022: Strafe – Der Taucher
- 2025: Sturm kommt auf (Fernsehfilm)

## Theater
- 2008: Hans Otto Theater, Potsdam
- 2009: Vereinigte Bühnen Bozen, Südtirol
- 2009–2010: Luisenburg-Festspiele, Wunsiedel
- 2009–2011: Theater & Philharmonie Thüringen, Gera/Altenburg
- 2017: Schwere Reiter, Die Haltestelle – Buch und Regie: Stefan Kastner
- seit 2018: Heppel und Ettlich und wechselnde Spielorte, Gott des Gemetzels (auf bairisch)

## Rundfunk
- 2007: 60 Seiten – 80 Morde;  (Regie: Uli Gerhardt)
- 2009: Armut, Reichtum, Mensch und Tier;  (Regie: Uli Gerhardt)

## Auszeichnungen
- 2014 Deutscher Schauspielerpreis bestes Ensemble für Kohlhaas oder die Verhältnismäßigkeit der Mittel